# A szépség ára
A szépség ára (eredeti cím: Beauty in Black) 2024-től vetített amerikai drámasorozat, amelyet Tyler Perry alkotott. A főbb szerepekben Taylor Polidore Williams, Crystle Stewart, Amber Reign Smith, Xavier Smalls és Ts Madison látható.
Az Amerikai Egyesült Államokban és Magyarországon 2024. október 24-én mutatta be a Netflix.
2025 márciusában berendelték a második évadot.

## Ismertető
Két fiatal nő, akik teljesen eltérő háttérből származnak, keresztezik egymás útját: az egyik a mindennapok túléléséért küzd egy erőszakos stricivel való fogságban, miközben sztriptíztáncosként dolgozik; a másik egy sikeres hajápoló (hajkiegyenesítő) vállalkozást vezet, ám közben diszfunkcionális rokonsággal és szeretet nélküli házassággal kell szembenéznie.

## Szereplők

### Főszereplők
| Szereplők        | Színész                  | Magyar hang        |
| ---------------- | ------------------------ | ------------------ |
| Kimmie           | Taylor Polidore Williams | Nagy Katica        |
| Mallory Bellarie | Crystle Stewart          | Bogdányi Titanilla |
| Horace Bellarie  | Ricco Ross               | Schneider Zoltán   |
| Rain             | Amber Reign Smith        | Szabó Zselyke      |
| Angel            | Xavier Smalls            | Gacsal Ádám        |
| Roy Bellarie     | Julian Horton            | Varga Rókus        |
| Charles Bellarie | Steven G. Norfleet       | Fehér Tibor        |
| Norman           | Richard Lawson           | Dolmány Attila     |
| Varney           | Terrell Carter           | Mészáros András    |
| Calvin           | Shannon Wallace          | Pál Tamás          |
| Jules            | Charles Malik Whitfield  | Király Attila      |
| Olivia Bellarie  | Debbi Morgan             | Zakariás Éva       |

### Mellékszereplők
| Szereplők       | Színész            | Magyar hang       |
| --------------- | ------------------ | ----------------- |
| Leslie          | D’Kia Anderson     | Mezei Kitty       |
| Alex rendőr     | Bryan Tanaka       | Sörös Miklós      |
| Gillian         | Joy Rovaris        | Pekár Adrienn     |
| Body            | Tamera Kissen      | Nemes Takách Kata |
| Delinda         | Ursula O. Robinson | Nádasi Veronika   |
| Lena            | Ashley Versher     | Kelemen Kata      |
| Trackson rendőr | George Middlebrook | Papp Dániel       |
| Daga            | Ts Madison         | Timkó Eszter      |
| Debo            | Theon Walls        | Maday Gábor       |

### Magyar változat
- Magyar szöveg: Pék Natália (1–8. rész), Minya Ágnes (9–16. rész)
- Hangmérnök és vágó: Szabó Miklós
- Gyártásvezető: Farkas Márta
- Szinkronrendező: Hirth Ildikó
- Produkciós vezető: Horján Annamária (1–8. rész), Fekete Márk (9–16. rész)

A szinkront a Direct Dub Studios készítette.

## Epizódok
| Sor. | Év. | Cím                                        | Rendező     | Író          | Premier           |
| ---- | --- | ------------------------------------------ | ----------- | ------------ | ----------------- |
| 1.   | 1.  | Hadd menjen! (Make it Rain)                | Tyler Perry | Tyler Perry  | 2024. október 24. |
| 2.   | 2.  | Tánc apával (A Dance With Daddy)           | Tyler Perry | Tyler Perry  | 2024. október 24. |
| 3.   | 3.  | Következmények (The Aftermath)             | Tyler Perry | Tyler Perry  | 2024. október 24. |
| 4.   | 4.  | Családi ügy (A Family Affair)              | Tyler Perry | Tyler Perry  | 2024. október 24. |
| 5.   | 5.  | Kibontakozó igazságok (Unraveling Threads) | Tyler Perry | Tyler Perry  | 2024. október 24. |
| 6.   | 6.  | Végzetes lövések (Bang Bang)               | Tyler Perry | Tyler Perry  | 2024. október 24. |
| 7.   | 7.  | Kiegyenlített számlák (Even Playing Field) | Tyler Perry | Tyler Perry  | 2024. október 24. |
| 8.   | 8.  | Gyilkos karma (Killing Karma)              | Tyler Perry | Tyler Perry  | 2024. október 24. |
| 9.   | 9.  | Vak harag (Blind Rage)                     | Tyler Perry | Tyler Perry  | 2025. március 6.  |
| 10.  | 10. | Hatalmi harc (Power Struggle)              | Tyler Perry | Tyler PerryM | 2025. március 6.  |
| 11.  | 11. | Sarokba szorítva (Up Against the Wall)     | Tyler Perry | Tyler Perry  | 2025. március 6.  |
| 12.  | 12. | Nehéz helyzetben (Hot Seat)                | Tyler Perry | Tyler Perry  | 2025. március 6.  |
| 13.  | 13. | Minden eszközzel (By Any Means)            | Tyler Perry | Tyler Perry  | 2025. március 6.  |
| 14.  | 14. | Vágta (Wild Ride)                          | Tyler Perry | Tyler Perry  | 2025. március 6.  |
| 15.  | 15. | Az oroszlán barlangja (The Lion's Den)     | Tyler Perry | Tyler Perry  | 2025. március 6.  |
| 16.  | 16. | Hadd dübörögjön! (Now Make It Thunder)     | Tyler Perry | Tyler Perry  | 2025. március 6.  |

## A sorozat készítése
2023 októberében Tyler Perry többéves megállapodást írt alá a Netflixszel. 2024. február 12-én bejelentették, hogy a Netflix 16 részes drámasorozatot rendelt be A szépség ára címmel, ez Perry első sorozata a streamingplatformon a megállapodás keretében. 2024 áprilisában bejelentették a szereplőgárdát: a főszerepekben Taylor Polidore Williams és Crystle Stewart lesznek láthatók, mellettük Amber Reign Smith, Ricco Ross, Debbi Morgan, Richard Lawson, Steven G. Norfleet, Julian Horton és Terrell Carter tűnnek fel. Shannon Wallace, Bryan Tanaka, Joy Rovaris, Xavier Smalls, Charles Malik Whitfield, Tamera “Tee” Kissen, Ursula O. Robinson, Ashley Versher és George Middlebrook mellékszerepkben lesznek láthatók.
A sorozat jelentős népszerűségre tett szert: az első rész négy héten át szerepelt a Netflix Top 10-es listáján, és a második héten 28 országban ért el első helyezést. A 2. évad szintén két részben fog megjelenni.